# Max Momsen
Max Momsen (* 4. September 1896 in Tondern; † 19. September 1939 bei Kutno (gefallen)) war ein deutscher nationalsozialistischer Pädagoge und Hochschullehrer.

## Leben

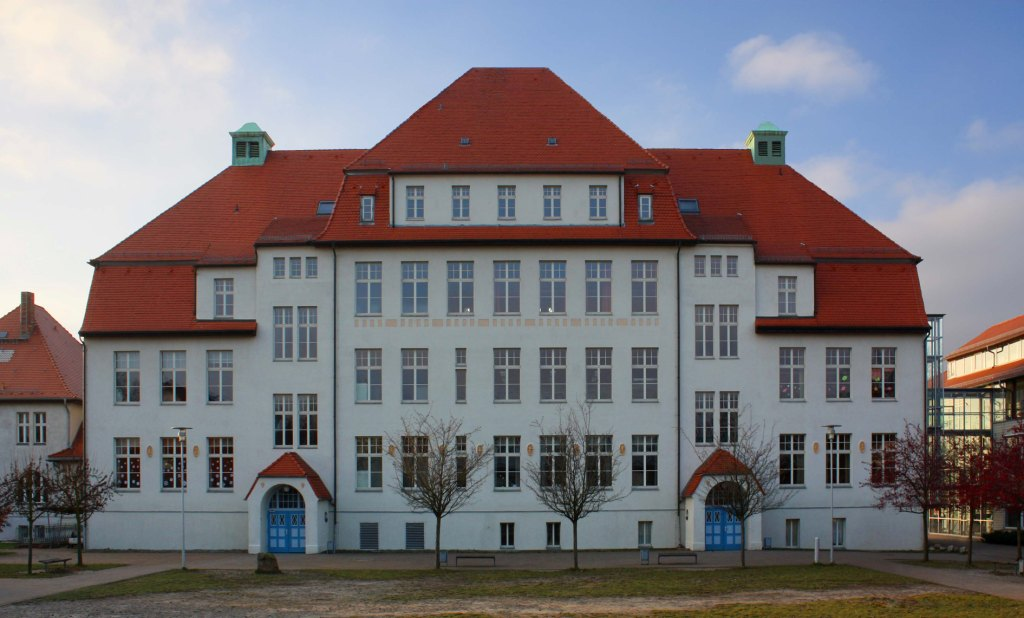
Gebäude der Hochschule für Lehrerbildung ab 1934

Momsen besuchte Volksschule, Realschule und Präparandenseminar in Tondern. Dann diente er freiwillig im Ersten Weltkrieg. Er studierte Turnen und Sport (Lehramtsprüfung 1922) und wurde Lehrer von 1922 bis 1924 sowie Assistent von 1927 bis 1929 an der Preußischen Hochschule für Leibesübungen in Spandau. Dazwischen war er Oberlehrer für Turnen in Wandsbek. Am 1. April 1929 wurde er als Dozent an die Pädagogische Akademie, ab 1933 Hochschule für Lehrerbildung in Kiel berufen. Im November 1933 unterzeichnete er das Bekenntnis der Professoren zu Adolf Hitler. 1934 wurde er als Rektor und Professor für Körper- und Wehrerziehung an die Hochschule für Lehrerbildung Cottbus berufen, die er im Sinne der Erziehung im Nationalsozialismus führte, sie als SA-Sturm organisierte und mit der er an der „Spitze der gesamtdeutschen Hochschulrevolution“ stehen wollte. Beim Überfall auf Polen 1939 fiel er als Leutnant d. R. und Zugführer im Infanterieregiment 337 der 208. Infanterie-Division. Die Sport- und Feierhalle der Lehrerbildungsanstalt Cottbus wurde 1941 in Momsen-Halle umbenannt.
Momsen betonte den Wert von Sport und Lagerleben für die Formung der nationalsozialistischen Jugend. Im Geländesport werde das Individuelle unvermeidlich gebrochen. Wichtig sei der Kampfgedanke, der Mann-gegen-Mann-Kampf, die Abhärtung sowie das Vertrauen ins Führerprinzip. Er war SA-Sturmführer und trat nach Aufhebung des Aufnahmestopps zum 1. Mai 1937 in die NSDAP ein (Mitgliedsnummer 4.392.107). Im gleichen Jahr lobte er die Erfolge in der Umstellung der Lehrerbildung durch den NS-Staat, »die Dozenten und Studentenschaft durch den Eintritt in die Parteigliederungen gleichzurichten. So konnte sich in der Lehrerbildung sehr bald der Geist der marschierenden Kolonne und des Lagers, des geschlossenen Einsatzes der Mannschaft und des gemeinsamen Dienstes durchsetzen.«
Sein Buch Leibesübungen auch unter einfachsten Verhältnissen (1938) erschien in vier Auflagen, zuletzt 1954 und 1964. Bereits im Zweiten Weltkrieg wurde es wegen der zerstörten Turnhallen viel gelesen. In der Nachkriegszeit erlebte es auch wegen des Fehlens von Sportgeräten eine neue Konjunktur.

## Schriften
- Unfall- und Schadenverhütung im Schul-Turnunterricht. Union, Berlin 1930.
- Helm-Übungsblock für den Geländesport. Anleitung zur Anfertigung von Gelände- und Ansichtsskizzen. Meldeformulare für die Ausbildung im Gelände (= Union-Lernmittel). Ashelm, Berlin/Köln 1933, OCLC 72287167 (24 Blätter).
- Die Leibeserziehung in Deutschland. In: Internationale Zeitschrift für Erziehung. Band 4 (1935), ZDB-ID 6643-6, S. 317–326, urn:nbn:de:0111-bbf-spo-15970444.
- Leibeserziehung mit Einschluß des Geländesports. Osterwieck, Berlin 1935; 2. Auflage. Deutscher Schulverlag, Berlin 1942, OCLC 770676587 (Auszüge in Hajo Bernett, Karl Hofmann: Nationalsozialistische Leibeserziehung: Eine Dokumentation ihrer Theorie und Organisation. 1966, S. 82 ff.).
- Der Weg vom Seminar zur Hochschule. In: Die Hochschulmannschaft Cottbus. H. 1, 1937/38.
- Die Hochschule für Lehrerbildung als Erziehungsstätte im Dritten Reich. In: Cottbuser Anzeiger. 19./20. Juni 1937.
- Die Leibeserziehung in den Hochschulen für Lehrerbildung. In: Deutsche Volkserziehung. (1937), H. 1/2, S. 22–25 (Abdruck in Hans-Jochen Gamm: Führung und Verführung. Pädagogik des Nationalsozialismus. List, München 1964, S. 225–227).
- Leibesübungen auch unter einfachsten Verhältnissen. 4. Auflage. Zickfeldt, Hannover 1964, DNB 453446043 (127 S.).